# Aniello Dellacroce
Aniello John Dellacroce ou Aniello « Neil » Dellacroce, également connu sous les pseudonymes de Father Neil, The Tall Guy, et The Pollack (né le 15 mars 1914 en Little Italy - mort le 2 décembre 1985, d'un cancer du poumon) était un gangster italo-américain, qui fut le Sottocapo (sous-chef) de la famille Gambino de 1957 à 1985.

## Biographie
Ne en Vénétie en 1914, Aniello Dellacroce immigra très jeune avec ses parents aux États-Unis. Son père, qui appartenait à la première génération d'immigrants, était membre de la famille Gambino et servit sous Vincent Mangano. Le jeune Aniello fut élevé à Manhattan, dans le quartier de Little Italy.
Élève de Carlo Gambino et ami de Paul Castellano, Dellacroce devint bientôt un tueur à gages au service du patron de son père Vincent Mangano.
Dans les années 1950, il devint le Sottocapo (sous-chef) de la famille Gambino et le mentor de John Gotti. Après sa mort, la paix conservée avec lui pendant 28 ans va voler en éclats, à la suite du meurtre de Paul Castellano.
Aniello Dellocroce est finalement mort des suites d'un cancer du poumon le 2 décembre 1985.

## Dans la fiction
Sauf indication contraire, les informations mentionnées dans cette section peuvent être confirmées par la base de données cinématographiques IMDb,  présente dans la section « Liens externes ».
- 1996 : Gotti (téléfilm) de Robert Harmon, interprété par Anthony Quinn
- 1998 : La Famille trahie (Witness to the Mob) (téléfilm) de Thaddeus O'Sullivan, interprété par Leonardo Cimino
- 1998 : Boss of Bosses (téléfilm) de Dwight H. Little, interprété par Dayton Callie et James Villani
- 2018 : Gotti de Kevin Connolly, interprété par Stacy Keach